# Scleropyrum leptostachyum
Scleropyrum leptostachyum är en sandelträdsväxtart som beskrevs av Pilger. Scleropyrum leptostachyum ingår i släktet Scleropyrum och familjen sandelträdsväxter. Inga underarter finns listade i Catalogue of Life.